# Campionati mondiali di tiro
I Campionati mondiali di tiro (World Shooting Championships) sono una manifestazione internazionale di tiro che si tiene dal 1897, organizzata dalla Federazione Internazionale di Tiro Sportivo a partire dal 1907.

## Edizioni separate
Oltre alle competizioni quadriennali dei Mondiali di tiro, per il tiro a volo sono previste ulteriori edizioni dei Campionati mondiali, organizzate con cadenza biennale negli anni dispari e dette appunto Campionati mondiali di tiro a volo. Nel 2009 a Marburgo, in Slovenia, si è disputata la XXVIII edizione; la prima si svolse nel 1934, poi nel 1936, nel 1938, nel 1950, mentre dal 1959 sono passate negli anni dispari ed hanno sempre rispettato la cadenza biennale. Va quindi precisato che gli atleti del tiro al volo disputano una edizione del mondiale ogni anno, con la sola eccezione dell'anno pari tra i due anni delle edizioni dei Mondiali di tiro unificati (consacrato alle competizioni olimpiche).
La Federazione Internazionale organizza anche i Mondiali separati di bersaglio mobile (10 edizioni disputate fino al 2009) e nel passato ha organizzato anche i Mondiali separati di tiro da 10 metri (6 edizioni dal 1979 al 1991).

## Edizioni
| No.     | Anno | Sede              | Paese            |
| ------- | ---- | ----------------- | ---------------- |
| I       | 1897 | Lione             | Francia          |
| II      | 1898 | Torino            | Italia           |
| III     | 1899 | L'Aia             | Paesi Bassi      |
| IV      | 1900 | Parigi            | Francia          |
| V       | 1901 | Lucerna           | Svizzera         |
| VI      | 1902 | Roma              | Italia           |
| VII     | 1903 | Buenos Aires      | Argentina        |
| VIII    | 1904 | Lione             | Francia          |
| IX      | 1905 | Bruxelles         | Belgio           |
| X       | 1906 | Milano            | Italia           |
| XI      | 1907 | Zurigo            | Svizzera         |
| XII     | 1908 | Vienna            | Austria-Ungheria |
| XIII    | 1909 | Amburgo           | Germania         |
| XIV     | 1910 | L'Aia             | Paesi Bassi      |
| XV      | 1911 | Roma              | Italia           |
| XVI     | 1912 | Biarritz          | Francia          |
| XVII    | 1913 | Campo Perry       | Stati Uniti      |
| XVIII   | 1914 | Viborg            | Danimarca        |
| XIX     | 1921 | Lione             | Francia          |
| XX      | 1922 | Milano            | Italia           |
| XXI     | 1923 | Campo Perry       | Stati Uniti      |
| XXII    | 1924 | Reims             | Francia          |
| XXIII   | 1925 | San Gallo         | Svizzera         |
| XXIV    | 1927 | Roma              | Italia           |
| XXV     | 1928 | L'Aia             | Paesi Bassi      |
| XXVI    | 1929 | Stoccolma         | Svezia           |
| XXVII   | 1930 | Anversa           | Belgio           |
| XXVIII  | 1931 | Leopoli           | Polonia          |
| XXIX    | 1933 | Granada           | Spagna           |
| XXX     | 1935 | Roma              | Italia           |
| XXXI    | 1937 | Helsinki          | Finlandia        |
| XXXII   | 1939 | Lucerna           | Svizzera         |
| XXXIII  | 1947 | Stoccolma         | Svezia           |
| XXXIV   | 1949 | Buenos Aires      | Argentina        |
| XXXV    | 1952 | Oslo              | Norvegia         |
| XXXVI   | 1954 | Caracas           | Venezuela        |
| XXXVII  | 1958 | Mosca             | Unione Sovietica |
| XXXVIII | 1962 | Il Cairo          | Rep. Araba Unita |
| XXXIX   | 1966 | Wiesbaden         | Germania Ovest   |
| XL      | 1970 | Phoenix           | Stati Uniti      |
| XLI     | 1974 | Berna             | Svizzera         |
| XLII    | 1978 | Seul              | Corea del Sud    |
| XLIII   | 1982 | Caracas           | Venezuela        |
| XLIV    | 1986 | Suhl              | Germania Est     |
| XLV     | 1990 | Mosca             | Unione Sovietica |
| XLVI    | 1994 | Milano            | Italia           |
| XLVII   | 1998 | Barcellona        | Spagna           |
| XLVIII  | 2002 | Lahti             | Finlandia        |
| XLIX    | 2006 | Zagabria          | Croazia          |
| L       | 2010 | Monaco di Baviera | Germania         |
| LI      | 2014 | Granada           | Spagna           |
| LII     | 2018 | Changwon          | Corea del Sud    |
| LIII    | 2023 | Baku              | Azerbaigian      |

## Edizioni dei campionati mondiali di tiro a volo
| No.     | Anno | Sede                  | Paese            |
| ------- | ---- | --------------------- | ---------------- |
| I       | 1930 | Roma                  | Italia           |
| II      | 1933 | Vienna                | Austria          |
| III     | 1934 | Budapest              | Ungheria         |
| IV      | 1935 | Bruxelles             | Belgio           |
| V       | 1936 | Berlino               | Germania         |
| VI      | 1938 | Luhačovice            | Cecoslovacchia   |
| VII     | 1939 | Berlino               | Germania         |
| VIII    | 1950 | Madrid                | Spagna           |
| IX      | 1959 | Il Cairo              | Rep. Araba Unita |
| X       | 1961 | Oslo                  | Norvegia         |
| XI      | 1965 | Santiago              | Cile             |
| XII*    | 1967 | Bologna               | Italia           |
| XIII    | 1969 | San Sebastián         | Spagna           |
| XIV     | 1971 | Bologna               | Italia           |
| XV*     | 1973 | Melbourne             | Australia        |
| XVI*    | 1975 | Monaco di Baviera     | Germania Ovest   |
| XVII    | 1977 | Antibes               | Francia          |
| XVIII   | 1979 | Montecatini           | Italia           |
| XIX     | 1981 | San Miguel de Tucumán | Argentina        |
| XX*     | 1983 | Edmonton              | Canada           |
| XXI     | 1985 | Montecatini           | Italia           |
| XXII    | 1987 | Valencia              | Spagna           |
| XXIII   | 1989 | Montecatini           | Italia           |
| XXIV    | 1991 | Perth                 | Australia        |
| XXV     | 1993 | Barcellona            | Spagna           |
| XXVI    | 1995 | Nicosia               | Cipro            |
| XXVII   | 1997 | Lima                  | Perù             |
| XXVIII  | 1999 | Tampere               | Finlandia        |
| XXIX    | 2001 | Il Cairo              | Egitto           |
| XXX     | 2003 | Nicosia               | Cipro            |
| XXXI    | 2005 | Lonato                | Italia           |
| XXXII   | 2007 | Nicosia               | Cipro            |
| XXXIII  | 2009 | Maribor               | Slovenia         |
| XXXIV   | 2011 | Belgrado              | Serbia           |
| XXXV    | 2013 | Lima                  | Perù             |
| XXXVI   | 2015 | Lonato                | Italia           |
| XXXVII  | 2017 | Mosca                 | Russia           |
| XXXVIII | 2019 | Lonato                | Italia           |
| XXXIX   | 2022 | Osijek                | Croazia          |

- (*) – Realizzati congiuntamente ai Campionati mondiali di bersaglio mobile.

## Edizioni dei campionati mondiali di tiro al bersaglio mobile
| No.   | Anno | Sede              | Paese          |
| ----- | ---- | ----------------- | -------------- |
| I*    | 1961 | Oslo              | Norvegia       |
| II*   | 1967 | Bologna           | Italia         |
| III   | 1969 | Sandviken         | Svezia         |
| IV*   | 1973 | Melbourne         | Australia      |
| V*    | 1975 | Monaco di Baviera | Germania Ovest |
| VI    | 1979 | Linz              | Austria        |
| VII   | 1981 | Buenos Aires      | Argentina      |
| VIII* | 1983 | Edmonton          | Canada         |
| IX    | 2008 | Plzeň             | Rep. Ceca      |
| X     | 2009 | Heinola           | Finlandia      |
| XI    | 2012 | Stoccolma         | Svezia         |
| XII   | 2016 | Suhl              | Germania       |

- (*) – Realizzati congiuntamente ai campionati mondiali di tiro al bersaglio mobile.

## Edizioni dei campionati mondiali di tiro da 10 m
| No. | Anno | Sede              | Paese           |
| --- | ---- | ----------------- | --------------- |
| I   | 1979 | Seul              | Corea del Sud   |
| II  | 1981 | Santo Domingo     | Rep. Dominicana |
| III | 1983 | Innsbruck         | Austria         |
| IV  | 1985 | Città del Messico | Messico         |
| V   | 1987 | Budapest          | Ungheria        |
| VI  | 1989 | Sarajevo          | Jugoslavia      |
| VII | 1991 | Stavanger         | Norvegia        |

## Tiratori più titolati
| Oro               | Argento          | Bronzo    | Tot.         | Oro | Argento | Bronzo | Tot. | Oro | Argento | Bronzo | Tot. |    |    |   |    |
| Konrad Stäheli    | Svizzera         | 1866/1931 | Tiro a segno | 7   | 5       | 5      | 17   | 19  | 4       | 2      | 25   | 26 | 9  | 7 | 42 |
| Lones Wigger      | Stati Uniti      | 1937      | Tiro a segno | 1   | 5       | 2      | 8    | 20  | 16      | 3      | 39   | 21 | 21 | 5 | 47 |
| Marina Logvinenko | Russia           | 1961      | Tiro a segno | 5   | 2       | 2      | 9    | 10  | 0       | 0      | 10   | 15 | 2  | 2 | 19 |
| Lubos Racansky    | Cecoslovacchia   | 1964      | Tiro a segno | 9   | 2       | 0      | 11   | 4   | 3       | 1      | 8    | 13 | 5  | 1 | 19 |
| Gennadi Lushikov  | Unione Sovietica | 1948      | Tiro a segno | 1   | 0       | 0      | 1    | 11  | 6       | 2      | 19   | 12 | 6  | 2 | 20 |
| Moisey Itkis      | Unione Sovietica | 1929/2009 | Tiro a segno | 0   | 1       | 1      | 2    | 12  | 0       | 3      | 15   | 12 | 1  | 4 | 16 |
| Sergei Pyžjanov   | Russia           | 1960      | Tiro a segno | 3   | 0       | 1      | 4    | 7   | 3       | 0      | 10   | 10 | 3  | 1 | 11 |
| Marco Venturini   | Italia           | 1960      | Tiro a volo  | 3   | 1       | 2      | 6    | 7   | 1       | 2      | 10   | 10 | 2  | 4 | 16 |
| Torsten Ullman    | Svezia           | 1908/1993 | Tiro a volo  | 8   | 2       | 0      | 10   | 1   | 4       | 2      | 7    | 9  | 6  | 2 | 17 |
| Andrea Benelli    | Italia           | 1960      | Tiro a volo  | 2   | 1       | 0      | 3    | 7   | 3       | 2      | 12   | 9  | 4  | 2 | 15 |
| Giovanni Pellielo | Italia           | 1970      | Tiro a volo  | 3   | 2       | 1      | 6    | 6   | 1       | 0      | 7    | 9  | 3  | 1 | 13 |
| Harald Stenvaag   | Norvegia         | 1953      | Tiro a segno | 3   | 5       | 3      | 9    | 5   | 4       | 5      | 15   | 8  | 9  | 8 | 27 |
| Miroslav Januš    | Cecoslovacchia   | 1972      | Tiro a segno | 0   | 3       | 3      | 6    | 8   | 2       | 0      | 10   | 8  | 5  | 3 | 16 |
| Susan Nattrass    | Canada           | 1950      | Tiro a volo  | 7   | 4       | 2      | 13   | 0   | 0       | 1      | 1    | 7  | 4  | 3 | 14 |